# Juan Valera Espín
Juan Valera Espín, född den 21 december 1984 i Murcia, är en spansk fotbollsspelare som spelar för klubben Getafe.
Han spelar som defensiv innermittfältare eller försvarare.
Han gick till Getafe från Atlético Madrid 2011.

## Fotnoter
1. ↑  transfermarkt.com, transfermarkt.com spelar-ID: 16595, läst: 9 oktober 2017.[källa från Wikidata]
2. ↑  BDFutbol.[källa från Wikidata]